# Atrophaneura luchti
Atrophaneura luchti е вид пеперуда от семейство Лястовичи опашки (Papilionidae). Видът е уязвим и сериозно застрашен от изчезване.

## Разпространение
Разпространен е в Индонезия (Ява).